# كيفن بلاك (عسكري)
كيفن بلاك (بالإنجليزية: Kevin Black)‏ هو عسكري نيوزيلندي، ولد في 1943، وتوفي في 18 فبراير 2013.